# Copa Venezuela 2009

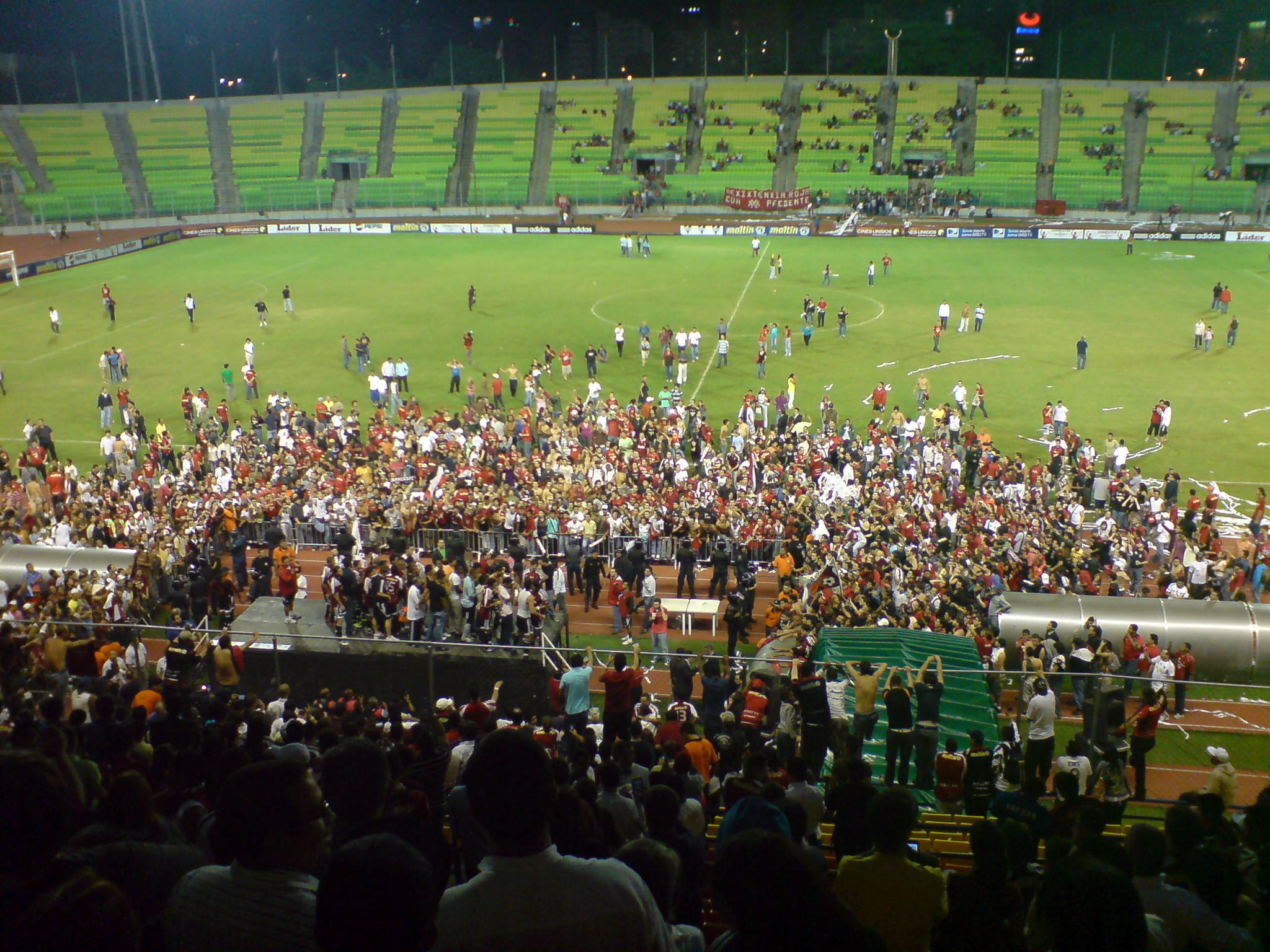
Celebración del Caracas Fútbol Club.

La Copa Venezuela de Fútbol es una competición organizada por la Federación Venezolana de Fútbol (FVF) la cual a partir del año 2007 volvió a celebrarse después de varias temporadas sin realizarse.
Equipos de la Primera, Segunda y Segunda División B forman parte de este torneo. El ganador obtendrá un cupo para representar a Venezuela en la Copa Sudamericana 2010.

## Equipos participantes

### Primera División
| - Mineros de Guayana - Deportivo Lara - Aragua FC - Atlético Vigía FC - Carabobo FC - Caracas FC - Deportivo Anzoátegui - Deportivo Italia - Deportivo Táchira FC |  | - Estudiantes de Mérida - Llaneros de Guanare - Monagas SC - Real Esppor - SD Centro Ítalo - Trujillanos FC - Yaracuyanos FC - Zamora FC - Zulia FC |

### Segunda División
| - Angostura FC - Atlético Caroní - Atlético Nacional - Atlético Piar - Atlético Venezuela - CD San Antonio - Deportivo Barinas - Estrella Roja |  | - Fundación Cesarger FC - Hermandad Gallega FC - Lara FC - Portuguesa FC - Tucanes FC - UCV FC - UA Maracaibo - UA San Antonio |

### Segunda División B
| - Academia Emeritense - Atlético Cojedes - Atlético Córdoba - Atlético El Callao - La Victoria FC - Lotería del Táchira FC |  | - Minasoro FC - Pellicano FC - Real Bolívar - UCV Aragua - Unión Atlético Aragua - Unión Atlético Lagunillas |

## Resultados

### Primera fase
La primera fase se jugó a partido único con veintiocho conjuntos involucrados en catorce llaves, enfrentándose la Segunda División B de Venezuela contra la Segunda División de Venezuela. El sorteo tomó en consideración la proximidad geográfica, además de la categoría en que se ubican los equipos. El local fue el equipo de la división más baja. Los catorce ganadores se unieron a los clubes de primera división en segunda fase.